# It's Alright (I See Rainbows)
 (septembre 2011).
Si vous disposez d'ouvrages ou d'articles de référence ou si vous connaissez des sites web de qualité traitant du thème abordé ici, merci de compléter l'article en donnant les références utiles à sa vérifiabilité et en les liant à la section « Notes et références ».
Albums de Yoko Ono
Season of Glass
(1981) Milk and Honey
(1984)
Singles
1. My Man
Sortie :  Octobre 1982
 Décembre 1982
2. Never Say Goodbye
Sortie :  Janvier 1982

It's Alright (I See Rainbows) est le septième album solo de Yoko Ono. Publié en novembre 1982, il est son deuxième à paraître après l'assassinat de John Lennon.
Contrastant avec son précédent opus Season of Glass, cet album marque la première incursion de Yoko dans la new wave, production pop typique des années 80.
L'album connaît un succès mineur dans les charts en se classant à la 98e place des charts américains et deux de ses chansons seront publiées en single : My Man et Never Say Goodbye.

## Liste des chansons
Toutes les chansons sont écrites par Yoko Ono.
| No  | Titre                   | Auteur   | Chant principal | Durée      |
| --- | ----------------------- | -------- | --------------- | ---------- |
| 1.  | My Man                  | Yoko Ono | Yoko Ono        | 3 min 45 s |
| 2.  | Never Say Goodbye       | Yoko Ono | Yoko Ono        | 4 min 17 s |
| 3.  | Spec of Dust            | Yoko Ono | Yoko Ono        | 3 min 32 s |
| 4.  | Loneliness              | Yoko Ono | Yoko Ono        | 3 min 34 s |
| 5.  | Tomorrow May Never Come | Yoko Ono | Yoko Ono        | 2 min 38 s |
| 6.  | It's Alright            | Yoko Ono | Yoko Ono        | 4 min 34 s |
| 7.  | Wake Up                 | Yoko Ono | Yoko Ono        | 3 min 40 s |
| 8.  | Let the Tears Dry       | Yoko Ono | Yoko Ono        | 3 min 26 s |
| 9.  | Dream Love              | Yoko Ono | Yoko Ono        | 4 min 43 s |
| 10. | I See Rainbows          | Yoko Ono | Yoko Ono        | 2 min 34 s |

| 11. | Beautiful Boys (Demo)           | Yoko Ono | Yoko Ono              | 2 min 00 s |
| 12. | You're the One (Alternate take) | Yoko Ono | John Lennon, Yoko Ono | 4 min 50 s |

## Fiche technique

### Interprètes
Musiciens
- Yoko Ono : chant, choeurs
- Gordon Grody : chœurs
- Kurt Yahjihan : chœurs
- Carlos Alomar : chœurs
- Elliot Randall : guitare
- John Tropea : guitare
- Neil Jason : basse
- Paul Griffin : claviers
- Michael Holmes : claviers
- Paul Shaffer : claviers
- Pete Cannarozzi : synthétiseur
- Paul Griffin : synthétiseur
- Yogi Horton : batterie
- Allan Schwartzberg : batterie
- Rubens Bassini : percussions
- David A. Freedman : percussions
- Sammy Figueroa : percussions
- Roger Squitero : percussions
- Roy Badal : tabla
- Howard Johnson : tuba, saxophone
- Brian McGee : ingénieur du son
- John Davenport : ingénieur du son
- Jon Smith : ingénieur du son